# Curopalata

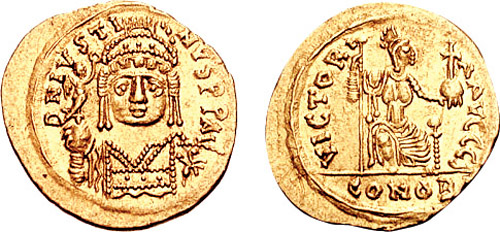
soldo de r.

Curopalata (em grego: κουροπαλάτης; romaniz.: Kouropalatēs; em latim: curopalates; em latim: cura palatii; "[O único] encarregado do palácio") era um título cortesão bizantino, um dos mais altos da época do imperador Justiniano (r. 527–565) até o período Comneno no século XII. A variante feminina, ostentada pela esposa dos curopalatas, era curopalatissa (em grego: κουροπαλάτισσα; romaniz.: kouropalátissa).

## História e função

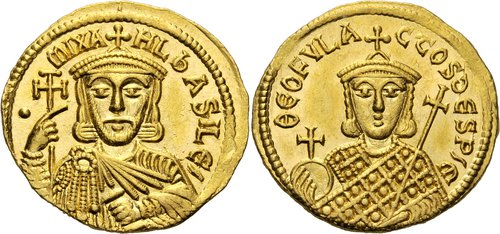
Soldo de Miguel I Rangabe r. e seu coimperador Teofilacto

O título é atestado no século V no mesmo nível dum homem espectável (vir spectabilis) e superior a um castrense do palácio (castrensis palatii), tendo como função a manutenção do palácio imperial (como o mordomo da Europa Ocidental). Quando o imperador Justiniano I fez seu sobrinho e herdeiro Justino II um curopalata em 552, no entanto, o ofício ganhou um novo significado, e tornou-se uma das dignidades mais exaltadas, ficando próximo de césar e nobilíssimo e, como eles, era inicialmente reservado para os membros da família imperial. Ao contrário deles, contudo, não foi concedido a importantes governantes estrangeiros, principalmente do Cáucaso. Assim, desde a década de 580 à de 1060, 16 príncipes e reis georgianos adquiriram títulos honoríficos, bem como, depois de 635, várias dinastias armênias.
De acordo com o Cletorológio de Filoteu, escrito em 899, a insígnia do título era uma túnica, manto e cinto vermelhos. Sua premiação pelo imperador bizantino significou a elevação do destinatário para o ofício. Por volta dos séculos XI-XII, a dignidade havia perdido seu significado anterior: foi concedida como um título honorífico a generais fora da família imperial, e suas funções foram aos poucos sendo suplantadas pelo protovestiário, cuja função original era limitada à custódia do guarda-roupa imperial. O título sobreviveu até o período paleólogo, mas era usado raramente.

## Curopalatas proeminentes

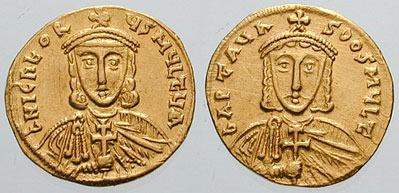
Soldo de Artavasdo r. e seu coimperador Nicéforo

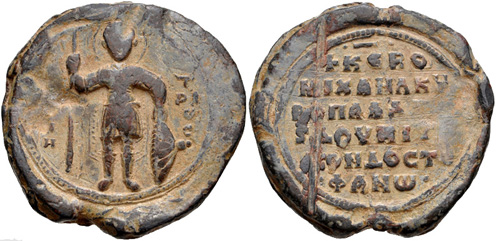
Selo de Miguel Contostefano, curopalata e duque de Antioquia, c. 1055

- Justino II, sob seu tio o imperador Justiniano  I.[9]
- Baduário, sob seu sogro o imperador Justino II (r. 565–578)[10]
- Pedro, o irmão do imperador Maurício (r. 582–602)[9]
- Domencíolo, sobrinho do imperador Focas (r. 602–610)[9]
- Teodoro, irmão do imperador Heráclio (r. 610–641)[9]
- Basterotes II Bagratúnio, marzobã e então príncipe da Armênia[11]
- Amazaspes IV Mamicônio, príncipe da Armênia[12]
- Simbácio VI Bagratúnio, príncipe da Armênia[13]
- Artavasdo, sob o imperador Leão III, o Isauro (r. 717–741)[9]
- Miguel I, genro do imperador Nicéforo I, o Logóteta (r. 802–811)[9]
- Bardas, tio e efetivo regente do imperador Miguel III, o Ébrio (r. 842–867)[9]
- Leão Focas, general e irmão do imperador Nicéforo II Focas (r. 963–969)[9]
- João Comneno, general e irmão de Isaac I (r. 1057–1059) e pai de Aleixo I Comneno (r. 1081–1118);[14]
- Nicetas Castamonita, general do imperador Aleixo I Comneno (r. 1081–1118) nos últimos anos do século XI e começo do XII[15]